# Балібо (фільм)
Балібо — австралійський воєнний фільм 2009 року, який є продовдженням Balibo Five про групу журналістів, які були схоплені і вбиті напередодні індонезійського вторгнення до Східного Тимору 1975 року. Незважаючи на історичну точність події, у фільмі є вільно трактування подій за книгою «Закриття» Джіл Джоліфф, австралійського журналіста, який зустрівся з цими людьми перед тим, як вони були вбиті.
У фільмі журналіст Роджер Йост, якого грає Ентоні Лапалья, подорожує до Східного Тимору в 1975 році для розслідування загибелі людей під час індонезійського вторгнення до Східного Тимору. Оскар Айзек грає молодого Жозе Рамуш-Орта, який пізніше був нагороджений Нобелівською премією миру і став другим президентом Східного Тимору,, який приєднається до Йоста у фільмі.
Зйомки розпочалися 30 червня 2008 року в Ділі (Східний Тимор) а фільм вийшов на екрани наступного року. Він був створений компанією Arenafilm в Австралії режисером Робертом Конноллі, сценаристом Девідом Вільямсоном, а професор Клінтон Фернандес був історичним консультантом. LaPaglia, також виконавчий продюсер, назвав Йоста як «напевно найкращу роль, яку я будь коли мав».

## Сюжет
Ця історія подається від імені журналіста-ветерана Роджера Йоста. Представлений як колишній безстрашний закордонний кореспондент, який зараз працює з питань зв'язків із громадськістю в Дарвіні, Йост повертається до Східного Тимору з Жозе Рамуш-Орта з Fretilin, тоді харизматичного молодого секретаря закордонних справ новонародженої республіки. Спочатку, відмовляючись від участі, Йост змінює власні погляди після того, як Рамуш-Орта показує йому світлини п'яти австралійських тележурналістів, які пропали безвісти в прикордонному місті Балібо.
На світлині були Грег Шеклтон, Гері Каннінгам, Малкольм Ренні, Брайан Пітерс та Тоні Стюарт, які попрощавшись з близькими, вирушили на виконання завдання місяцем раніше.
Паралельний сюжет що починається у Балібо (Balibo Five), розркриває події у столиці Східного Тимору до їх жахливого кінця після зйомок індонезійського наступу, а Йості Рамуш-Орта проходять надзвичайно небезпечною територією. Останній звіт Шеклтона такий: сидячи в селі, він каже, що його мешканці не знають, чи будуть вони живі завтра, і запитали його, чому ніхто з Австралії або з іншої держави не допоможе.
Фільм закінчується сучасними розповіддю вигаданої східно-тиморської жінки, яка згадує Йоста і життя під індонезійською окупацією, як данина відродження нації в 1999 році і у пам'ять про десятки тисяч загиблих у боротьбі за незалежність.

## У ролях
- Ентоні Лапалья — Роджер Йост
- Оскар Айзек — Жозе Рамуш-Орта
- Damon Gameau — Грег Шеклтон
- Джитон Грантлі — Гарі Каннінгем
- Натан Філліпс — Малкольм Ренні
- Марк Вінтер — Тоні Стюарт
- Томас Райт — Брайан Петерс

## Виробництво
Балібо був першим повнометражним фільмом, який був знятий у Східному Тиморі. Зйомки в Ділі розпочалися 31 липня 2008 року, коли поліція ООН закривала дороги, щоб дозволити знімати сцени. Візуальні зображення розміром від 16 мм до 35 мм, зняті в реальних місцях, де відбувалися події, надають фільму документального стилю.
Версія подій фільму була підтверджена австралійським коронером у 2007 році. Після нового огляду доказів, коронер постановив, що журналісти страчені, оскільки вони намагалися здатися індонезійським військам. Режисери сподіваються, що Балібо підштовхне австралійський уряд до дії. Роберт Конноллі заявив, що не намагався спровокувати Джакарту, але хотів представити найважливіший момент 24-річної окупації Індонезії Східним Тимором, коли, за різними оцінками, померло 183 000 людей.

## Оцінки
Rotten Tomatoes дає 100 % балів на основі 11 відгуків, 81 % глядачам подобається фільм.
Світова прем'єра фільму Балібо відбулася на міжнародному кінофестивалі в Мельбурні 24 липня 2009 року в Мельбурнському залі Хамер. Тодішній Президент Східного Тимору, Жозе Рамуш-Орта заявив на прем'єрі, що журналістів у Балібо катували і вбивали індонезійські сили. Про зміни в Індонезії він сказав: "Це краще. Сьогодні індонезійська демократія є однією з найбільш надихаючих у регіоні Південно-Східної Азії. Також були присутні родини п'ятірки з Балібо. Родичі Тоні Стюарта тримали в руках великий банер з його ім'ям, який вишивали східно-тиморські жінки. Морін Толфрі, сестра Брайана Пітерса, сказала, що вона сподівається, що багато австралійців побачать цей фільм.
Річард Куйперс (Variety) називав фільм "напруженим трилером з політичним коментарем, що дозволив глядачам з невеликою кількістю або без попереднього знання історичної події інстинктивно зацікавитися історією «(Balibo Five)».

## Касові збори
Balibo зібрав $ 1,330,863 в кінотеатрах Австралії.

## Нагороди
| Нагорода                              | Категорія                                             | Тема            | Результат |
| ------------------------------------- | ----------------------------------------------------- | --------------- | --------- |
| AACTA Awards (2009 AFI Awards)        | Найкращий фільм                                       | Ентоні Лапалья  | Номінація |
| AACTA Awards (2009 AFI Awards)        | Найкращий фільм                                       | Домінік Перселл | Номінація |
| AACTA Awards (2009 AFI Awards)        | Найкращий напрямок                                    | Роберт Конноллі | Номінація |
| AACTA Awards (2009 AFI Awards)        | Найкращий адаптований сценарій                        | Роберт Конноллі | Перемога  |
| AACTA Awards (2009 AFI Awards)        | Найкращий адаптований сценарій                        | Девід Вільямсон | Перемога  |
| AACTA Awards (2009 AFI Awards)        | Найкращий актор                                       | Ентоні ЛаПалья  | Перемога  |
| AACTA Awards (2009 AFI Awards)        | Найкращий допоміжний актор                            | Damon Gameau    | Номінація |
| AACTA Awards (2009 AFI Awards)        | Найкращий допоміжний актор                            | Оскар Айзек     | Перемога  |
| AACTA Awards (2009 AFI Awards)        | Найкраща підтримка актриси                            | Bea Viegas      | Номінація |
| AACTA Awards (2009 AFI Awards)        | Найкращий кінематограф                                | Трістан Мілані  | Номінація |
| AACTA Awards (2009 AFI Awards)        | Найкраще редагування                                  | Нік Мейерс      | Перемога  |
| AACTA Awards (2009 AFI Awards)        | Найкращий показник оригінальної музики                | Ліза Джеррард   | Номінація |
| AACTA Awards (2009 AFI Awards)        | Найкращий звук                                        | Енн Аукоте      | Номінація |
| AACTA Awards (2009 AFI Awards)        | Найкращий звук                                        | Емма Бортіньон  | Номінація |
| AACTA Awards (2009 AFI Awards)        | Найкращий звук                                        | Філ Хейвуд      | Номінація |
| AACTA Awards (2009 AFI Awards)        | Найкращий звук                                        | Сем Петті       | Номінація |
| AACTA Awards (2009 AFI Awards)        | Найкращий дизайн виробництва                          | Роберт Казинс   | Номінація |
| AACTA Awards (2009 AFI Awards)        | Найкращий дизайн костюма                              | Каппі Ірландія  | Номінація |
| ADG Award                             | Найкращий напрямок у фільмі                           | Роберт Конноллі | Номінація |
| Нагорода APRA                         | Найкращий фільм                                       | Ліза Джеррард   | Перемога  |
| ARIA Music Award                      | Найкращий оригінальний звуковий альбом                | Ліза Джеррард   | Перемога  |
| ASE Award                             | Найкраще редагування в художньому фільмі              | Нік Мейерс      | Номінація |
| Нагороди FCCA                         | Найкращий фільм                                       | Ентоні ЛаПалья  | Номінація |
| Нагороди FCCA                         | Найкращий фільм                                       | Домінік Перселл | Номінація |
| Нагороди FCCA                         | Найкращий режисер                                     | Роберт Конноллі | Номінація |
| Нагороди FCCA                         | Найкращий сценарій                                    | Роберт Конноллі | Номінація |
| Нагороди FCCA                         | Найкращий сценарій                                    | Девід Вільямсон | Номінація |
| Нагороди FCCA                         | Найкращий актор — чоловічий                           | Ентоні ЛаПалья  | Перемога  |
| Нагороди FCCA                         | Найкращий допоміжний актор — чоловічий                | Damon Gameau    | Номінація |
| Нагороди FCCA                         | Найкращий допоміжний актор — чоловічий                | Оскар Ісаак     | Номінація |
| Нагороди FCCA                         | Найкращий кінематограф                                | Трістан Мілані  | Номінація |
| Нагороди FCCA                         | Найкраще редагування                                  | Нік Мейерс      | Перемога  |
| Нагороди FCCA                         | Найкраща музика                                       | Ліза Джеррард   | Перемога  |
| Внутрішні нагороди кіно               | Найкращий художній фільм                              | Ентоні ЛаПалья  | Номінація |
| Внутрішні нагороди кіно               | Найкращий художній фільм                              | Домінік Перселл | Номінація |
| Внутрішні нагороди кіно               | Найкращий художній фільм                              | Роберт Конноллі | Номінація |
| Внутрішні нагороди кіно               | Найкращий сценарій                                    | Роберт Конноллі | Номінація |
| Внутрішні нагороди кіно               | Найкращий сценарій                                    | Девід Вільямсон | Номінація |
| Внутрішні нагороди кіно               | Найкращий актор                                       | Ентоні ЛаПалья  | Номінація |
| Внутрішні нагороди кіно               | Найкращий кінематограф                                | Трістан Мілані  | Номінація |
| Внутрішні нагороди кіно               | Найкраще редагування                                  | Нік Мейерс      | Перемога  |
| Внутрішні нагороди кіно               | Найкраща музика                                       | Ліза Джеррард   | Номінація |
| Внутрішні нагороди кіно               | Найкращий звук                                        | Енн Аукоте      | Перемога  |
| Внутрішні нагороди кіно               | Найкращий звук                                        | Емма Бортіньон  | Перемога  |
| Внутрішні нагороди кіно               | Найкращий звук                                        | Філ Хейвуд      | Перемога  |
| Внутрішні нагороди кіно               | Найкращий звук                                        | Сем Петті       | Перемога  |
| Screen Music Award, Австралія         | Найкращий фільм за повнометражний фільм               | Ліза Джеррард   | Перемога  |
| Міжнародний кінофестиваль в Сан-Паулу | Приз глядацьких симпатій за найкращий іноземний фільм | Роберт Конноллі | Перемога  |

## Заборона в Індонезії
Фільм мав демонструватися в Індонезії на міжнародному кінофестивалі в Джакарті 2009 року. Проте, напередодні приватного показу, фільм був заборонений Індонезійським агентством з цензури фільмів. Міністр закордонних справ Індонезії Марті Наталегава заявив, що заборона полягає в тому, щоб уникнути негативного «глобального сприйняття Індонезії». Індонезійські військові підтримали заборону, а їх представник заявив, що фільм може зашкодити відносинам Індонезії з Тимором-Лесте і Австралією. Він також повторив офіційну версію подій, а саме, що журналістів загинули в перестрілці, а не були розстріляні індонезійськими військами.

## Подальше читання
- Джилл Джоліфф . Balibo (переглянутий і оновлений). Мельбурн, Scribe. 2009. ISBN 978-1-921372-77-3